# Milners of Leyburn
Milners of Leyburn, ook bekend als C. Milner & Sons, is een klein, door een familie gerund warenhuis in het marktstadje Leyburn, Wensleydale, North Yorkshire, Engeland. Op de begane grond verkopen ze dameskleding en accessoires van merken als Seasalt, White Stuff en Powder Accessories. Ook is er een fourniturenafdeling met restanten stof, wol, knopen en nog veel meer. Milners Interiors (op de eerste verdieping) biedt maatwerk in gordijnen, jaloezieën en luiken, evenals een selectie tapijten en vloeren. Ze bieden een ruim aanbod aan stoffen- en behangstalenboeken van bekende merken, zoals Morris & Co en Colefax en Fowler, evenals het complete assortiment verf van Little Greene Paint Company.

## Geschiedenis
Het bedrijf werd in 1882 opgericht door Christopher Milner, vandaar de C in de naam, met een winkel in Hawes, en is in handen van de vijfde generatie in de familie na het pensioen van David Milner in maart 2008. 
De BBC maakte een televisiedocumentaireserie van drie programma's, getiteld 'The Department Store'. De serie werd geproduceerd door Richard Macer en ging over onafhankelijke warenhuizen en hoe zij in de moderne wereld overleven ondanks de hevige concurrentie van winkelketens. Het eerste programma in de serie, over Milners, werd door de BBC gefilmd van september 2007 tot april 2008. Het werd voor het eerst uitgezonden op BBC Four op 17 november 2008 en vervolgens op BBC Two op 7 april 2009.
David Milner, die in het programma werd genoemd, is met pensioen gegaan, waarna zijn dochter Leonie en haar man Keith Garrard de directie vormden. 